# Evi Kratzer
Evi Kratzer (* 24. Januar 1961 in Arvigo) ist eine ehemalige Schweizer Skilangläuferin.

## Werdegang
Kratzer, die für den Alpina St. Moritz startete, nahm an den Olympischen Winterspielen 1980, 1984 und 1988 teil. Ihre besten Platzierungen dabei waren der achte Platz im Jahr 1984 über 20 km und der vierte Rang im Jahr 1988 zusammen mit Karin Thomas, Sandra Parpan und Christine Gilli-Brügger in der Staffel. Zudem startete sie bei den Nordischen Skiweltmeisterschaften 1982, 1985, 1987 und 1989. Dabei gewann sie im Jahr 1987 in Oberstdorf die Bronzemedaille über 5 km klassisch. In der Saison 1984/85 kam sie im Skilanglauf-Weltcup sechsmal unter die ersten Zehn. Dabei erreichte sie in Davos mit dem dritten Platz über 10 km und in Syktywkar mit dem zweiten Rang über 20 km ihre ersten Podestplatzierungen im Weltcup und zum Saisonende mit dem fünften Platz im Gesamtweltcup ihr bestes Gesamtergebnis. In der folgenden Saison errang sie mit sechs Top-Zehn-Platzierungen den sechsten Platz im Gesamtweltcup. In der Saison 1986/87 holte in Calgary ihren einzigen Weltcupsieg und belegte zum Saisonende den siebten Platz im Gesamtweltcup. Zudem wurde sie dort Dritte mit der Staffel. Es war der erste und bis Dezember 2017 einzige Weltcup-Erfolg einer Schweizer Langläuferin.
Bei Schweizer Meisterschaften siegte Kratzer zehnmal über 5 km (1978–1980, 1982, 1983, 1985–1989), siebenmal über 10 km (1980, 1982, 1983, 1985–1987, 1989), sechsmal über 20 km (1982–1984, 1986, 1988, 1989) und siebenmal mit der Staffel (1983–1989). Zudem gewann sie 1980 und von 1982 bis 1985 insgesamt fünfmal den Engadin Skimarathon.

## Erfolge

### Teilnahmen an Weltmeisterschaften und Olympischen Winterspielen

#### Olympische Winterspiele
- 1980 Lake Placid: 23. Platz 5 km, 27. Platz 10 km
- 1984 Sarajevo: 6. Platz Staffel, 8. Platz 20 km, 9. Platz 5 km, 11. Platz 10 km
- 1988 Calgary: 4. Platz Staffel, 11. Platz 10 km klassisch, 14. Platz 5 km klassisch, 14. Platz 20 km Freistil

#### Nordische Skiweltmeisterschaften
- 1982 Oslo: 8. Platz Staffel, 11. Platz 5 km, 14. Platz 10 km, 14. Platz 20 km
- 1985 Seefeld in Tirol: 6. Platz Staffel, 9. Platz 5 km, 14. Platz 10 km, 15. Platz 20 km
- 1987 Oberstdorf: 3. Platz 5 km klassisch, 8. Platz Staffel, 10. Platz 10 km klassisch, 11. Platz 20 km Freistil
- 1989 Lahti: 7. Platz Staffel, 17. Platz 30 km Freistil, 19. Platz 15 km klassisch, 20. Platz 10 km klassisch

### Medaillen bei nationalen Meisterschaften
- 1977: Bronze mit der Staffel
- 1978: Gold über 5 km, Bronze über 10 km
- 1979: Gold über 5 km, Silber mit der Staffel, Bronze über 10 km
- 1980: Gold über 5 km, Gold über 10 km, Silber über 20 km, Silber mit der Staffel
- 1981: Silber mit der Staffel
- 1982: Gold über 5 km, Gold über 10 km, Gold über 20 km, Silber mit der Staffel
- 1983: Gold über 5 km, Gold über 10 km, Gold über 20 km, Gold mit der Staffel
- 1984: Gold über 10 km, Gold über 20 km, Gold mit der Staffel
- 1985: Gold über 5 km, Gold mit der Staffel, Silber über 10 km, Bronze über 20 km
- 1986: Gold über 5 km, Gold über 10 km, Gold über 20 km, Gold mit der Staffel
- 1987: Gold über 5 km, Gold über 10 km, Gold mit der Staffel, Bronze über 20 km
- 1988: Gold über 5 km, Gold über 20 km, Gold mit der Staffel, Silber über 10 km
- 1989: Gold über 5 km, Gold über 10 km, Gold über 20 km, Gold mit der Staffel

### Weltcupsiege im Einzel
| Nr. | Datum           | Ort     | Disziplin                       |
| --- | --------------- | ------- | ------------------------------- |
| 1.  | 10. Januar 1987 | Calgary | 10 km klassisch Individualstart |

### Siege bei Skimarathon-Rennen
- 1980 Engadin Skimarathon, 42 km
- 1982 Engadin Skimarathon, 42 km
- 1983 Engadin Skimarathon, 42 km
- 1984 Engadin Skimarathon, 42 km
- 1985 Engadin Skimarathon, 42 km

### Weltcup-Gesamtplatzierungen
| Saison  | Platz | Punkte |
| ------- | ----- | ------ |
| 1981/82 | 14.   | 43     |
| 1982/83 | 13.   | 59     |
| 1983/84 | 15.   | 55     |
| 1984/85 | 5.    | 93     |
| 1985/86 | 6.    | 54     |
| 1986/87 | 7.    | 60     |
| 1987/88 | 21.   | 23     |
| 1988/89 | 48.   | 2      |